# Chiesa della Santissima Annunziata (Camaro Inferiore)
La chiesa della Santissima Annunziata è una chiesa di Messina, località Camaro Inferiore, che trova le sue origini nel XVIII secolo.
Danneggiata dal terremoto del 28 dicembre 1908 fu sostituita da una chiesa-baracca impiantata sulla riva opposta del torrente Camaro. 
Ricostruita negli anni trenta, poco distante dal suo sito originario, si compone di tre navate ed è completamente in stile romanico.
Al suo interno è possibile ammirare la tela dell'Annunciazione del celebre pittore Adolfo Romano risalente al 1919, quattro paliotti in stile barocco, due statue settecentesche raffiguranti la Vergine Addolorata e San Luigi, alcuni vasi sacri risalenti al XVII-XVIII secolo e vari arredi liturgici in legno dorato fra i quali una sedia, nell'abside maggiore, del XVIII secolo.